# Clara-Wieck-Gymnasium
Das Clara-Wieck-Gymnasium (CWG) ist eine 1991 gegründete Schule mit vertieft musischer Ausrichtung im Zwickauer Stadtteil Planitz. Benannt ist sie nach der Komponistin Clara Wieck, der Ehefrau Robert Schumanns.
Das Gymnasium befindet sich in öffentlicher Trägerschaft der Stadt Zwickau. Ansässig ist die Schule im denkmalgeschützten Schloss Planitz. Das im Park gegenüber gelegene Planitzer Teehaus von 1789 wird von der Schule als grünes Klassenzimmer genutzt.
Im Schuljahr 2019/2020 wurden 566 Schüler unterrichtet. Die Ausbildung führt in acht Jahren (Klassen 5 bis 12) zum Abitur.

## Ehemalige Schülerinnen und Schüler
- Gregor Meyer (* 1979), Chorleiter, Abitur 1997

- Marie-Elisabeth Hecker (* 1987), Cellistin, Abitur 2005
- Sascha Stiehler (* 1988), Pianist und Komponist, Abitur 2006
- Philipp Rumsch (* 1994), Jazzmusiker, Abitur 2013
- Elin Kolev (* 1996), Geiger, Abitur 2014